# الاتحاد اللبناني للمرشدات والدليلات
الاتحاد اللبناني للمرشدات والدليلات هو المنظمة التوجيهية الوطنية في لبنان بدأت توجيه في لبنان في عام 1937 وأصبحت عضوا في الجمعية العالمية للمرشدات وفتيات الكشافة في عام 1954. الاتحاد للفتيات فقط ويتكون من خمس منظمات مستقلة مع ما مجموعه 6615 عضوة (اعتبارا من 2008).

## روابط خارجية
- الاتحاد اللبناني للفتيات الكشافة والمرشدات
- رابطة دليل مصرف لبنان - جمعية المرشدات اللبنانية (بالفرنسية)
- رابطة مصرف لبنان - جمعية فتيات الكشافة اللبنانية
- جمعية المرشدين الوطنية الأرثوذكسية - وطني دليل الأرثوذكسية جمعية (بالعربية)
- جمعية فتيات الكشافة ماشاريه (بالعربية)